# Гаусдорфів простір
У топології і суміжних галузях математики гаусдорфів простір, відокремлений простір або {\displaystyle T_{2}}-простір — це топологічний простір, в якому для будь-яких двох різних точок існують околи, що не перетинаються. Серед багатьох аксіом відокремлюваності, що можуть бути накладені на топологічний простір, «аксіома Гаусдорфа» ({\displaystyle T_{2}}) використовується найчастіше і є найбільш обговорюваною. Вона зумовлює однозначність границь послідовностей, множин та фільтрів.
Гаусдорфів простір був названий на честь Фелікса Гаусдорфа, одного з основоположників топології. Оригінальне означення Гаусдорфа топологічного простору (у 1914 році) включало умову Гаусдорфа як аксіому. Іноді для позначення структури гаусдорфового топологічного простору на множині застосовується термін гаусдорфова топологія.

## Означення

Точки та, розділені їх відповідними околами і.

У топологічному просторі {\displaystyle X} точки {\displaystyle x} і {\displaystyle y} можуть бути розділені околами, якщо існує такий окіл {\displaystyle U} для {\displaystyle x} і такий окіл {\displaystyle V} для {\displaystyle y}, що {\displaystyle U} і {\displaystyle V} неперетинні
({\displaystyle U\cap V=\varnothing }). {\displaystyle X} вважається гаусдорфовим простором, якщо для двох довільних точок {\displaystyle x} та {\displaystyle y} існують околи {\displaystyle U(x)} та {\displaystyle V(y)}, що не перетинаються. Ця умова є третьою аксіомою відокремлюваності (після {\displaystyle T_{0}}, {\displaystyle T_{1}}), саме тому гаусдорфів простір також називають {\displaystyle T_{2}} простором або відокремленим простором.
Пов'язане, але більш слабке поняття, — це поняття пререгулярного простору. {\displaystyle X} є пререгулярним простором, якщо будь-які дві точки, що мають різні околи, можуть бути розділені відокремлюванням їхніх околів. Пререгулярні простори також називають {\displaystyle R_{1}} просторами.
Зв'язок між цими двома поняттями наступний. Топологічний простір є гасудорфовим тоді і тільки тоді, коли він є одночасно і пререгулярним простором (тобто, точки з різними околами відокремлені своїми околами) і {\displaystyle T_{0}}простором (тобто, точки з неперервними околами мають різні околи). Топологічний простір є пререгулярним тоді і тільки тоді, коли його фактор-простір Колмогорова є гаусдорфовим.

## Еквівалентності
Для топологічного простору Х наступні твердження еквівалентні.
- {\displaystyle X} є гаусдорфовим простором.
- Границі направленостей на {\displaystyle X} визначаються однозначно.[3]
- Границі фільтрів на {\displaystyle X} визначаються однозначно.[4]
- Будь-який синґлетон {\displaystyle \{x\}\subset X} рівний перетину всіх замкнених околів {\displaystyle x}.[5](Замкненим околом {\displaystyle x} вважається замкнена множина, яка містить відкриту множину, яка у свою чергу містить {\displaystyle x}).
- Множина {\displaystyle \Delta =\{(x,x)\ |\ x\in X\}} замкнена як підмножина добутку топологічних просторів {\displaystyle X\times X}.

Є гаусдорфовими:
- всі метричні простори і метризовні простори, зокрема:
  - евклідові простори на {\displaystyle \mathbb {R} ^{n}};
  - многовиди;
  - більшість нескінченомірних функціональних просторів, що вивчає аналіз, таких як {\displaystyle L^{p}} або {\displaystyle W^{1,\;p}}, {\displaystyle p\geq 1}.
- топологічні групи (за визначенням).

Не є гаусдорфовими, наприклад:
- топологія Зариського на алгебраїчному многовиді;
- у загальному випадку, спектр кільця.

Простий (і важливий) приклад негаусдорфового простору — зв'язна двоточка, а в загальнішому випадку — алгебра Гейтінга.

## Приклади і контрприклади
Майже всі простори, що розглядаються у математичному аналізі є гаусдорфовими. Більше того, простір дійсних чисел (заданий як метричний простір над полем дійсних чисел) є гаусдорфовим простором. Говорячи більш загально, всі метричні простори є гаусдорфовими. Зокрема, більшість просторів, що використовуються в математичному аналізі, такі як топологічні групи і топологічні многовиди, явно включають умову Гаусдорфа у своєму означенні.
Простий приклад топології, яка є простором {\displaystyle T_{1}} і водночас не є гаусдорфовим простором — це скінченна топологія, що визначена на нескінченній множині.
Псевдометричні простори зазвичай не є гаусдорфовими, але вони пререгулярні і у більшості випадків їх використовують при побудові гаусдорфових каліброваних просторів. Зазвичай, коли спеціалісти натикаються на негаусдорфів простір, скоріше за все він буде хоча б пререгулярним, що дає змогу замінити його на фактор-простір Колмогорова цього простору, який у свою чергу є гаусдорфовим.
З іншого боку, непререгулярні простори найчастіше розглядаються у абстрактній алгебрі і алгебраїчній геометрії, зокрема як топології Зариського на алгебраїчному многовиді або на спектрі кільця. Вони також виникають у теорії моделей інтуїціоністської логіки: будь-яка повна алгебра Гейтінга є алгеброю відкритих множин якогось топологічного простору, але цей простір необов'язково має бути пререгулярним, тим більше гаусдорфовим. Схожа ідея теорії областей Скотта також складається з непререгулярних просторів.
Не дивлячись на те, що існування однозначних границь для збіжних послідовностей і фільтрів передбачає гаусдорфовість простору, існують негаусдорфові {\displaystyle T_{1}} простори, в яких для кожної збіжної послідовності (направленності) існує однозначна границя.

## Властивості
Підмножини і добутки гаусдорфових просторів є гаусдорфовими просторами, але фактор-простори гаусдорфових просторів можуть такими і не бути. Зокрема, будь-який топологічний простір може бути представлений у вигляді фактор-простору якого-небудь гаусдорфового простору.
Гаусдорфові простори є T1 просторами. Це означає, що всі синґлетони є замкненими. Щодо пререгулярних просторів, то вони всі є R0 просторами.
Інша цікава властивість гаусдорфових просторів полягає у тому, що всі компактні простори у ньому завжди є замкненими. На відміну від, наприклад, негаусдорфових просторів Серпінського, в яких такої властивості немає.
В означенні гаусдорфового простору зазначено те, що точки можуть бути розділені їхніми околами. Як виявляється, це породжує більш вагомий факт: у гаусдорфовому просторі будь-яка пара неперетинних компактних множин також може бути розділена своїми околами. Іншими словами, існує такий окіл у першої множини і такий окіл у другої множини, що їхні околи неперетинні. Це є прикладом загального правила, що компактні множини у багатьох випадках поводять себе подібно точкам.
Умови повноти разом з пререгулярністю зазвичай передбачають більш сильні аксіоми видокремлюваності. Наприклад, будь-який локально компактний пререгулярний простір є простором Тихонова. Компактні пререгулярні простори є нормальними просторами, що означає, що вони задовільняють лемі Урисона і теоремі Тітце, а також мають структуру розбиття одиниці, що підкоряється локально скінченним відкритим покриттям. Для гаусдорфових просторів мають місце такі аналоги цих тверджень: кожний локально компактний гаусдорфів простір є простором Тихонова і кожний компактний гаусдорфів простір є нормальним.
Нижче описані деякі технічні властивості гаусдорфових просторів щодо відображень (неперервних та інших) на гаусдорфових просторах.
Нехай {\displaystyle f\ \colon X\rightarrow Y} — неперервна функція і нехай {\displaystyle Y} є гаусдорфовим простором, тоді графік функції {\displaystyle f,\ \{(x,f(x))\mid x\in X\}} є замкненою підмножиною простору {\displaystyle X\times Y}.
Нехай задана функція {\displaystyle f\ \colon X\rightarrow Y}, {\displaystyle \operatorname {ker} (f)\triangleq \{(x,x')\mid f(x)=f(x')\}}, де {\displaystyle \operatorname {ker} (f)} — її ядро, яке вважається підпростором в {\displaystyle X\times X}.
- Якщо {\displaystyle f} — неперервна, а {\displaystyle Y} є гаусдорфовим простором, тоді {\displaystyle \operatorname {ker} (f)} є замкненою множиною.
- Якщо {\displaystyle f} є відкритою сюр'єкцією, а {\displaystyle \operatorname {ker} (f)} є замкненою множиною, то {\displaystyle Y} є гаусдорфовим простором.
- Якщо {\displaystyle f} є неперервною функцією і водночас відкритою сюр'єкцією (тобто, відкритим фактор-відображенням), то {\displaystyle Y} є гаусдорфовим простором тоді і тільки тоді, коли {\displaystyle \operatorname {ker} (f)} є замкненою множиною.

Якщо {\displaystyle f,g\ \colon X\rightarrow Y} — неперервні відображення, а {\displaystyle Y} є гаусдорфовим, тоді вирівнювач {\displaystyle \operatorname {eq} (f,g)=\{x\mid f(x)=g(x)\}} є замкненою множиною в {\displaystyle X}. Таким чином, якщо {\displaystyle Y} є гаусдорфовим, а {\displaystyle f} та {\displaystyle g} узгоджені на щільній підмножині множини {\displaystyle X}, то {\displaystyle f=g}. Іншими словами, неперервні відображення у гаусдорфові простори визначаються їхніми значеннями на щільних підмножинах.
Нехай {\displaystyle f\ \colon X\rightarrow Y} є замкненою сюр'єкцією, такою, що {\displaystyle f^{-1}(y)} є компактним простором для всіх {\displaystyle y\in Y}. Тоді, якщо {\displaystyle X} є гаусдорфовим простором, то {\displaystyle Y} також є гаусдорфовим.
Нехай {\displaystyle f\ \colon X\rightarrow Y} є фактор-відображенням, де {\displaystyle X} є компактним гаусдорфовим простором. Тоді мають місце наступні твердження:
- {\displaystyle Y} є гаусдорфовим;
- {\displaystyle f} є замкненим відображенням;
- {\displaystyle \operatorname {ker} (f)} є замкненою множиною.

## Відмінність регулярності від пререгулярності
Всі регулярні простори є пререгулярними, так само, як і всі гаусдорфові простори. Існує багато результатів щодо топологічних просторів, що справедливі як для регулярних, так і для гаусдорфових просторів. Зазвичай ці ж результати також справедливі і для пререгулярних просторів; вони наводяться для регулярних і гаусдорфових просторів, оскільки ідея пререгулярних просторів виникла пізніше. З іншого ж боку, результати, що справедливі щодо регулярности, взагалі кажучи, не застосовуються для нерегулярних гаусдфорових просторів.
Існує багато прикладів, коли яка-небудь інша умова топологічних просторів (така як паракомпактність або локальна компактність) приводитиме до регулярності, якщо простір є пререгулярним. Такі умови часто виникають у двох версіях: регулярна версія і гаусдорфова версія. Не дивлячись на те, що гаусдорфові простори у загальному випадку не є регулярними, вони можуть бути регулярними за умови, наприклад, локальної компактності, так як будь-який гаусдорфів простір є пререгулярним. Отже, з певної точки зору, у таких випадках пререгулярність грає більш важливу роль, аніж регулярність. Все ж означення зазвичай формуються у термінах регулярності, оскільки ця умова більш відома, ніж пререгулярність.
Більше інформації можна знайти на сторінці історії аксіом відокремлюваності.

## Різновиди
Терміни «гаусдорфовий», «розділений» і «пререгулярний» також застосовуються у таких варіантах топологічних просторів як рівномірний простір, простір Коші і простір збіжності. Характеристика, що об'єднує головну ідею у всіх цих прикладах просторів це те, що границя множин і фільтрів (якщо вони існують) є однозначною (для відокремлених просторів) або однозначною з точністю до топологічної нерозрізненості (для пререгулярних просторів).
Виявляється, що рівномірні простори, і більш загальні простори Коші, завжди пререгулярні, тому аксіома Гаусдорфа у цих випадках редукується до аксіоми {\displaystyle T_{0}}. Також у цих просторах поняття повноти має сенс і, як правило, супроводжується гаусдорфівістю. А саме, простір вважається повним тоді і тільки тоді, коли кожна множина Коші має щонайменше одну границю, а гаусдорфовим простір вважається тоді і тільки тоді, коли кожна множина Коші має щонайбільше одну границю (оскільки лише множини Коші можуть мати границі).

## Алгебра функцій
Алгеброю неперервних (дійсних або комплексних) функцій на компактному гаусдорфовому просторі називається комутативна C*-алгебра і навпаки, за допомогою теореми Банаха — Стоуна можливо відтворити топологію простору з алгебраїчних властивостей її алгебри неперервних функцій. Це приводить нас до некомутативної геометрії, де можна розглянути некомутативні C*-алгебри як представлення алгебр функцій на некомутативному просторі.

## Науковий гумор
- Аксіома Гаусдорфа також може бути ілюстрована за допомогою англійської гри слів, а саме, що будь-які дві точки можуть бути «housed off» одна від іншої відкритими множинами, що звучить як «Hausdorff».[12]
- У Боннському університеті математики, в якому викладав і займався дослідженнями Фелікс Гаусдорф, існує кімната із назвою Hausdorff-Raum. Це гра слів, оскільки з німецької Raum має відразу два значення — «кімната» і «простір».